# Programación orientada a aspectos
La Programación Orientada a Aspectos o POA (en inglés: aspect-oriented programming) es un paradigma de programación que permite una adecuada modularización de las aplicaciones y posibilita una mejor separación de responsabilidades  (Obligación o correspondencia de hacer algo).
Gracias a la POA se pueden encapsular los diferentes conceptos que componen una aplicación en entidades bien definidas, eliminando las dependencias entre cada uno de los módulos. De esta forma se consigue razonar mejor sobre los conceptos, se elimina la dispersión del código y las implementaciones resultan más comprensibles, adaptables y reusables. Varias tecnologías con nombres diferentes se encaminan a la consecución de los mismos objetivos y así, el término POA es usado para referirse a varias tecnologías relacionadas como los métodos adaptativos, los filtros de composición, la programación orientada a sujetos o la separación multidimensional de competencias.

## Objetivo
El principal objetivo de la POA es la separación de las funcionalidades dentro del sistema:
- Por un lado funcionalidades comunes utilizadas a lo largo de la aplicación.
- Por otro lado, las funcionalidades propias de cada modelo

Cada funcionalidad común se encapsulará en una entidad.

## Conceptos Básicos
- Aspecto (en inglés Aspect) es una funcionalidad transversal (cross-cutting) que se va a implementar de forma modular y separada del resto del sistema. El ejemplo más común y simple de un aspecto es el logging (registro de sucesos) dentro del sistema, ya que necesariamente afecta a todas las partes del sistema que generan un suceso.
- Punto de Cruce o de Unión (en inglés Join point) es un punto de ejecución dentro del sistema donde un aspecto puede ser conectado, como una llamada a un método, el lanzamiento de una excepción o la modificación de un campo. El código del aspecto será insertado en el flujo de ejecución de la aplicación para añadir su funcionalidad.
- Consejo (en inglés Advice) es la implementación del aspecto, es decir, contiene el código que implementa la nueva funcionalidad. Se insertan en la aplicación en los Puntos de Cruce.
- Puntos de Corte (en inglés Pointcut) define los Consejos que se aplicarán a cada Punto de Cruce. Se especifica mediante Expresiones Regulares o mediante patrones de nombres (de clases, métodos o campos), e incluso dinámicamente en tiempo de ejecución según el valor de ciertos parámetros.
- Introducción (en inglés Introduction) permite añadir métodos o atributos a clases ya existentes. Un ejemplo en el que resultaría útil es la creación de un Consejo de Auditoría que mantenga la fecha de la última modificación de un objeto, mediante una variable y un método setUltimaModificacion(fecha), que podrían ser introducidos en todas las clases (o sólo en algunas) para proporcionarles esta nueva funcionalidad.
- Destinatario (en inglés Target) es la clase aconsejada, la clase que es objeto de un consejo. Sin AOP (o POA en español), ésta clase debería contener su lógica, además de la lógica del aspecto.
- Resultante (en inglés Proxy) es el objeto creado después de aplicar el Consejo al Objeto Destinatario. El resto de la aplicación únicamente tendrá que soportar al Objeto Destinatario (pre-AOP) y no al Objeto Resultante (post-AOP).
- Tejido (en inglés Weaving) es el proceso de aplicar Aspectos a los Objetos Destinatarios para crear los nuevos Objetos Resultantes en los especificados Puntos de Cruce. Este proceso puede ocurrir a lo largo del ciclo de vida del Objeto Destinatario:
  - Aspectos en Tiempo de Compilación, que necesita un compilador especial.
  - Aspectos en Tiempo de Carga, los Aspectos se implementan cuando el Objeto Destinatario es cargado. Requiere un ClassLoader especial.
  - Aspectos en Tiempo de Ejecución.

## Problemas de otros paradigmas
Muchas veces nos encontramos, a la hora de programar, con problemas que no podemos resolver de una manera adecuada con las técnicas habituales usadas en la programación imperativa o en la programación orientada a objetos. Con éstas, nos vemos forzados a tomar decisiones de diseño que repercuten de manera importante en el desarrollo de la aplicación y que nos alejan con frecuencia de otras posibilidades. 
A menudo, hace falta escribir líneas de código que están distribuidas por toda o gran parte de la aplicación, para definir la lógica de cierta propiedad o comportamiento del sistema, con las consecuentes dificultades de mantenimiento y desarrollo. En inglés este problema se conoce como scattered code, que podríamos traducir como código disperso. Otro problema que puede aparecer, es que un mismo módulo implemente múltiples comportamientos o aspectos del sistema de forma simultánea. En inglés este problema se conoce como tangled code, que podríamos traducir como código enmarañado. El hecho es que hay ciertas decisiones de diseño que son difíciles de capturar, debido a que determinados problemas no se pueden encapsular claramente de igual forma que los que habitualmente se resuelven con funciones u objetos.

## Desarrollo en POA
AspectC++ es un compilador que permite desarrollar aspectos en C++.
AspectJ es una extensión Java del proyecto Eclipse para ayudar en el desarrollo orientado a aspectos.
Aspect, un módulo Perl disponible en CPAN para la Programación Orientada a Aspectos (en inglés).
PHP-AOP (AOP.io) es una lib que proporciona todo el paradigma de la POA en PHP.
phpAspect es una extensión PHP para implementar el paradigma de la POA, que, mediante árboles de decisión XML, realiza el weaving del software para ser ejecutado como PHP estándar.
FLOW3 es un framework MVC de PHP incluye un módulo para poder realizar Programación orientada a Aspectos en nuevos desarrollos.
AOP con SpringFramework 2.5 es un Framework de Java que permite programar en el paradigma de Aspectos utilizando Anotación Java.
Aspyct AOP es un módulo de Python que permite incluir Programación orientada a Aspectos a programas ya existentes escritos en Python o a nuevos desarrollos.